# الشقر (بني سويف)
قرية الشقر هي إحدى القرى التابعة لمركز الفشن في محافظة بني سويف في جمهورية مصر العربية. حسب إحصاءات سنة 2006، بلغ إجمالي السكان في الشقر 6064 نسمة، منهم 3033 رجل و3031 امرأة.